# Arturo Barea
Arturo Barea (Badajoz, 20 settembre 1897 – Faringdon, 24 dicembre 1957) è stato uno scrittore, saggista e giornalista spagnolo.

## Biografia
Arturo Barea nacque a Badajoz il 20 settembre 1897, in una famiglia di umili origini, e fu uno scrittore e saggista spagnolo naturalizzato britannico.
Studiò nelle Scuole Pie di San Fernando, ma lasciò la scuola all'età di tredici anni. Lavorò in una banca fino al 1914 e durante la guerra appoggiò la parte repubblicana svolgendo missioni culturali e di propaganda.
Messosi in luce con un volume di racconti (Valor y miedo, 1938), in seguito all'avvento del falangismo, alla fine della guerra civile spagnola venne esiliato in Inghilterra e si trasferì a Londra, dove compose e pubblicò in inglese (1941-1944) una trilogia romanzesca, poi apparsa in spagnolo col titolo La forja de un rebelde (La forja; La ruta; La llama): suggestiva, impressionante, vivida e nitida rappresentazione delle drammatiche vicende della Spagna, nella guerra del Marocco e nella guerra civile, in cui l'esperienza autobiografica si converte spesso in materia d'arte. La prima parte fu dedicata alla sua infanzia e adolescenza problematica a Madrid, insieme a sua madre, una lavandaia; la seconda parte fu incentrata sulla guerra del Marocco e nell'ultima descrisse dettagliatamente i tragici eventi accaduti dallo scoppio della guerra civile nella capitale spagnola.
Nel 1944 pubblicò un saggio su Federico García Lorca in inglese con il nome di Lorca, the Poet and his People che nel 1956 pubblicò in castigliano con il titolo Lorca, el poeta y su pueblo. Nel 1952 pubblicò Unamuno, una biografia sull'autore Miguel de Unamuno.
Di minor rilievo alcune altre opere di narrativa e di critica, tra cui il romanzo Puerta del Sol (1952), nel quale affrontò la frustrazione dell'esilio e le conseguenze della guerra civile e una raccolta di narrazioni raccolte dalla vedova nel volume postumo El centro de la pista (1960).

## Opere
- Valor y miedo (1938)
- La forja de un rebelde (1941-1944):
  - La forja;
  - La ruta;
  - La llama;
- Lorca, the Poet and his People (1944);
- Unamuno (1952);
- Puerta del Sol (1952);
- El centro de la pista (1960).